# Ніколас Бломберген
Ніколас Бломберген (нід. Nicolaas Bloembergen; 11 березня 1920, Дордрехт, Нідерланди — 5 вересня 2017) — американський фізик нідерландського походження. Лауреат Нобелівської премії з фізики за 1981 рік (спільно з Артуром Шавловим).

## Коротка біографія
Бломберген виїхав зі зруйнованої під час Другої світової війни Голландії в 1945 році з метою виконати дослідження для здобуття ступеня доктора філософії. За шість тижнів до його прибуття професор Гарвардського університету Едвард Перселл (спільно зі своїми аспірантами Торрі і Паундом) відкрив явище ядерного магнітного резонансу. Бломбергена найняли для розробки першого апарату для ЯМР. Під час навчання в Гарварді він відвідував лекції Швінгера, Ван Флека і Кембла. Свою дисертацію він подав на захист як у Лейдені, так і в Гарварді. Ступінь доктора (еквівалентно кандидатові наук) він здобув 1948 року в Лейденському університеті. Після недовгої роботи в Нідерландах перейшов до Гарварду і був прийнятий молодшим членом у почесне Товариство співробітників Гарварду в 1949 році та обійняв посаду доцента (assistant professor) в 1951 році.
У 1958 році він став натуралізованим громадянином США.
У 1978 році його нагородили медаллю Лоренца. У 1981 році Бломберген (спільно з Артуром Шавловим і Каєм Сігбаном) нагороджений Нобелівською премією з фізики «за внесок у розвиток лазерної спектроскопії». Бломберген і Шавлов досліджували речовину, детекція якої без лазерів була б неможлива. До цього Бломберген модифікував мазер Чарлза Таунса. З 2006 року Бломберген працював в університеті Аризони.
Бломберген продовжив академічну лінію, плідну на нобелівських лауреатів, що почалася з лорда Релея (Нобелівська премія з фізики за 1904 рік), з наступними потім Дж. Дж. Томсоном (Нобелівська премія з фізики за 1906 рік), Ернестом Резерфордом (Нобелівська премія з хімії за 1908 рік), Оуеном Річардсоном (Нобелівська премія з фізики за 1928 рік) і наставником Бломбергена — Едвардом Перселлом (Нобелівська премія з фізики за 1952). Також на нього вплинули Джон ван Флек (Нобелівська премія з фізики за 1977 рік) та Персі Бріджмен (Нобелівська премія з фізики за 1946 рік).

## Нагороди та звання
- Кореспондент Королівської Академії Наук в Амстердамі, 1956
- Член Американської Академії Наук і Мистецтв, 1956
- Співробітник товариства Гугенгайма, 1957
- Премія Олівера Баклі від Американського фізичного товариства, 1958
- Премія Морріса Лібмана від Інституту радіоінженерів, 1959
- Член Національної академії наук США, 1960
- Медаль Стюарта Баллантайна від Інституту Франкліна у Філадельфії, 1961
- Національна наукова медаль від президента США, 1974
- Іноземний почесний член Індійської Академії Наук у Бангалорі, 1978
- Медаль Лоренца від Королівської Академії Наук, Амстердам, 1979
- Медаль Фредеріка Івса від Американського оптичного товариства, 1979
- Іноземний член французької Академії Наук у Парижі, 1980
- Почесний Вчений університету фон Гумбольта, 1980
- Почесний член Національної інженерної академії, США, 1984
- Доктор honoris causa МДУ ім. Ломоносова, 1996 або 1997